# Willy Albimoor
Willy Albimoor, soms ook William Albimoor, (pseudoniem van Willy Noël De Moor), (Wevelgem, 28 december 1924 – Borgworm, 11 december 2004) was een Belgisch componist en pianist. Soms gebruikte hij ook Bill Ador als pseudoniem.

## Levensloop

### Albimoor als pianist
De Moor begon als jazzpianist en maakte sinds de jaren 1950 deel uit van het trio van Roger Vanhaverbeke. Hij werkte samen met bekend jazzmuzikanten zoals  Jack Sels, Etienne Verschueren, Herman Sandy, David Bee, Sadi Lallemand en Fud Candrix (vooral in de periode 1969-1971). Hij werkte mee aan het bigbandalbum Swing a little van Sadi Lallemand en het album Jazz in little Belgium uit 1958.
Verder begeleidde hij in het lichtere genre bekende namen als Chuck Berry, Josephine Baker, Fud Leclerc, Johan Verminnen en vele anderen.
Hij begeleidde eveneens alle revues van de Compagnie des Galeries in het Théâtre Royal des Galeries vanaf het ontstaan hiervan in 1953 tot in 1992.

### Albimoor als componist
Albimoor schreef muziek voor Louis Neefs, Ann Christy, Etta Cameron, Will Tura, Bobbejaan Schoepen, The Cousins en vele anderen. Hij componeerde ook 4 mini-concerten voor piano en orkest. Deze werken werden tussen 1972 en 1978 regelmatig uitgevoerd door het orkest van Caravelli tijdens hun tournee door Japan.
Onder het pseudoniem Bill Ador schreef hij in 1971 het nummer Jungle Fever voor The Chakachas. Het werd zijn grootste hit, het nummer bereikte in 1972 de achtste plaats in de Amerikaanse Billboard Hot 100.

## Erkenning
Albimoor was sinds 1948 lid van de auteursvereniging SABAM en kreeg in 1977 een erkenningsprijs van de vereniging voor zijn werk.